# Janet Ertel
Janet Ertel, geborene Janet Buschmann, (* 21. September 1913 in Sheboygan, Wisconsin; † 22. November 1988 ebenda) war eine US-amerikanische Sängerin und Mitglied der A-cappella-Girlgroup The Chordettes.
Sie war eine Sängerin und ein Gründungsmitglied der The Chordettes. Im Jahre 1954 heiratete sie Archie Bleyer. Ihre Tochter Jacqueline ("Jackie", geb. 1940, Vater John Ertel) heiratete Phil Everly von The Everly Brothers. Sie war bis zur Auflösung der Chordettes als Sängerin dabei. Im Jahre 1988 erlag sie ihrem langjährigen Krebsleiden.